# 교타나베역
교타나베역(일본어: 京田辺駅, きょうたなべえき 쿄우타나베에키[*])은 일본 교토부 교타나베시에 위치한 서일본 여객철도의 역이다.

## 역 구조
섬식 승강장으로 2면 3선의 지상역이며, 2면 4선화가 가능한 구조이다. 역사는 고가 형태로 되어 있어 양 승강장과 개찰구 바깥 동서쪽에 2개소, 총4개소의 엘리베이터가 설치되어 있다. 동쪽 출구는 통로를 거쳐 백화점과 연결되어 있다. 이코카 및 제휴 IC 카드의 사용이 가능하다.

### 승강장
| 1 - 3 | ■ 갓켄토시 선 | (하행선) | 시조나와테・교바시 방면 |
| 1 - 3 | ■ 갓켄토시 선 | (상행선) | 기즈 방면               |

3번 승강장은 러시아워 시간대에만 사용하므로 기본적으로 1·2번 승강장만이 사용되고 있다. 현재 교타나베 역에서는 모든 열차의 분리와 병결이 이루어지고 있지만, 2010년 3월 14일 이후 폐지될 예정이다.

## 역사
- 1898년 4월 12일: 간사이 철도 나가오역 ~ 신키즈역 간에 다나베역으로서 개업.
- 1907년 10월 1일: 국유화에 의해 일본국유철도의 소속이 되었다.
- 1909년 10월 12일: 노선명칭제정에 따라 사쿠라노미야 선의 소속이 되었다.
- 1913년 11월 15일: 노선 명칭 개정에 따라 가타마치선의 일부로 편입되었다.
- 1987년 4월 1일: 민영화에 의해 서일본 여객철도의 소속이 되었다.
- 1997년 3월 8일: 다나베 정이 교타나베시로 승격함에 따라 교타나베역으로 개칭.
- 2003년 11월 1일: 이코카의 사용이 개시되었다.

## 인접정차역
| 서일본 여객철도 가타마치선 | 서일본 여객철도 가타마치선 | 서일본 여객철도 가타마치선 |
| -------------------------- | -------------------------- | -------------------------- |
| 도시샤마에 기즈 방면       | ■ 갓켄토시선               | 오스미 교바시 방면         |